# Vismutglans
Vismutglans kallas även bismutinit och är ett vismuthaltigt malmmineral med den kemiska sammansättningen Bi2S3. Den kan hittas i granitpegmatiter, i hydrotermala gångar, i vulkaniska fumaroler och i vissa skarn. Vismutglans är ena ändledet i en fast lösningsserie med antimonmineralet stibnit. Det utgör även ändled för en komplex grupp koppar-bly-sulfosalter mellan vismutglans och aikinit (Bi2S3 – PbCuBiS3). Efter oxidation kan ett gult eller flerfärgat oxidationslager täcka ytan, men annars är mineralet metalliskt grått. Mineralet har hittats på många ställen i världen, bland annat i gruvor i området Potosí i Bolivia. I Sverige är mineralet ganska ovanligt men har hittats i Bastnäsfältet i ferriallanit-(Ce)förande ceritmalm.